# Media Totaal
Media Totaal is een tijdschrift dat sinds 1998 verschijnt en dat zich richt op de markt van de liefhebber van een tv, smartphone of tablet-pc. De focus van Media Totaal ligt op hifi, televisie, smartphone en elektronica. Daarnaast besteedt het blad aandacht aan nieuwe ontwikkelingen en trends binnen het segment van consumentenelektronica.
Media Totaal is ontstaan uit Video Totaal. Oprichter en hoofdredacteur was Han Avot, die in 2014 het tijdschrift van de hand deed. Sinds die tijd is Wouter Diemer hoofdredacteur, Avot bleef tot eind 2015 wel aan als columnist. 
Het tijdschrift kent meerdere rubrieken, waaronder Stream On, Hebben! en Gadgets Van..., waar bekende Nederlanders naar hun gadgetgebruik wordt gevraagd. Ook kent het blad uitgebreide reviews van smartphones, televisies en speakers.
Media Totaal is de Nederlandse afgevaardigde van de internationale EISA-awards.